# Climate Change Authority
La Climate Change Authority (abrégé en CCA) est une agence statutaire du gouvernement australien chargée de fournir des conseils indépendants au gouvernement sur la politique en matière de changement climatique. Elle a été créée et fonctionne conformément à la loi de 2011 sur l'Autorité sur le changement climatique. L'Autorité commence ses activités le 1er juillet 2012. Elle est créée par Julia Gillard et résiste aux efforts concertés visant à sa suppression. Le gouvernement Abbott a fait campagne pour la suppression de la CCA, après avoir supprimé avec succès la Commission climatique.
L'Autorité n'est pas une personne morale et ne dispose d'aucun pouvoir législatif ou exécutif, qui restent la propriété du gouvernement et du Parlement en place. L'Autorité est actuellement chargée d'entreprendre des examens législatifs périodiques du Fonds de réduction des émissions et du système national de reporting sur les émissions de gaz à effet de serre et l'énergie, et de procéder à des examens spéciaux à la demande soit du ministre responsable du changement climatique, soit du Parlement australien. Il peut également entreprendre des recherches auto-initiées sur des questions liées au changement climatique.
Avant les amendements apportés par le Parlement australien en 2014 et 2015, l'Autorité était tenue de revoir les plafonds d'émissions de gaz à effet de serre de l'Australie, la trajectoire nationale indicative d'émissions, le budget carbone national, les progrès réalisés dans la réalisation des objectifs de réduction des émissions de gaz à effet de serre, et l’objectif en matière de déploiement des énergies renouvelables.

## Adhésion
L'Autorité dispose d'un conseil d'administration composé d'un président et de huit autres membres permanents au maximum. Il est possible de citer, parmi les membres actuels, Grant King (président), Susie Smith, Mark Lewis, John McGee et Russell Reichelt. Cathy Foley, scientifique en chef d'Australie, est membre d'office de l'Autorité. Wendy Craik, ancienne commissaire de la Commission de la productivité et directrice générale de la Commission du bassin Murray-Darling, entre autres fonctions exécutives, en a été la présidente du 1er mai 2016 jusqu'au 19 avril 2021. Le premier président de l'Autorité, l'ancien gouverneur de la Banque de réserve d'Australie et secrétaire fédéral au Trésor, Bernie Fraser, a démissionné de son poste en 2015.
Parmi les anciens membres figuraient Clive Hamilton, Heather Ridout, Ian Chubb, Kate Carnell et John Quiggin.

## Publications

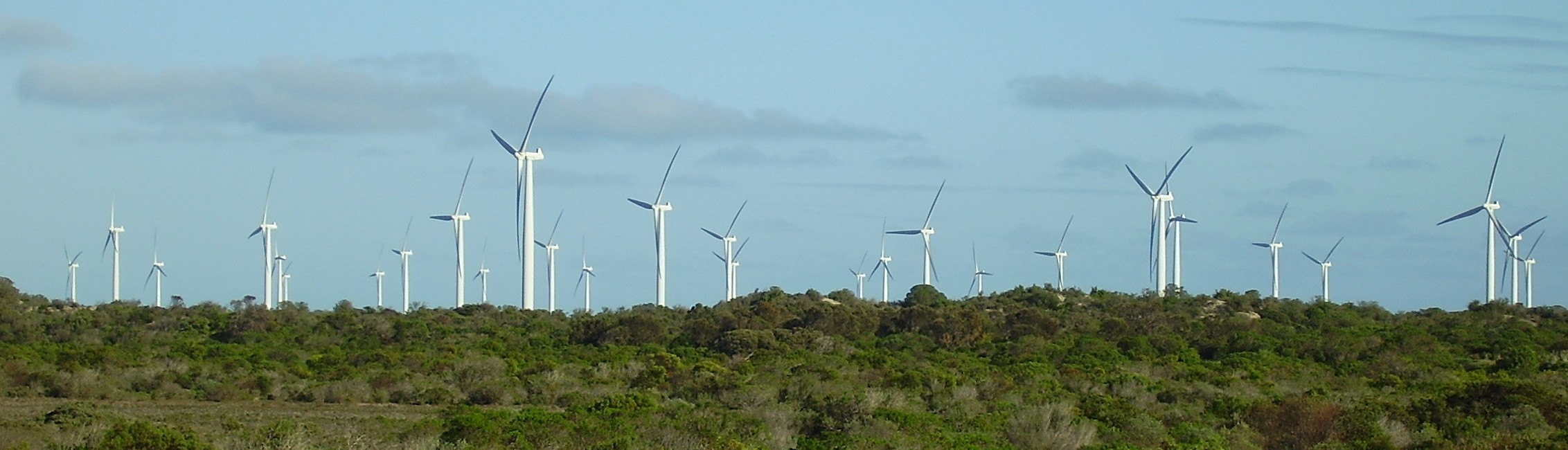
Parc éolien de Wattle Point (91 MW), près d'Edithburgh, Australie-Méridionale.

L'Autorité a publié un total de 23 rapports depuis sa création en 2012, sur les thématiques suivantes :
- la législation nationale sur les émissions de gaz à effet de serre et l'énergie
- le commissaire national du parc éolien
- le Fonds de réduction des émissions
- le secteur électrique (avec l'Australian Energy Market Commission)
- les politiques pour atteindre les objectifs de réduction des émissions de l’Australie dans le cadre de l’Accord de Paris.

En 2013, un rapport sur les objectifs d'émissions conclut que l'objectif de l'Australie était inadéquat et peu crédible. Le CCA a produit un examen clé en 2014. Il définit les objectifs que l’Australie doit suivre pour contribuer à limiter le réchauffement climatique à moins de 2 °C. En 2016, l’organisme publie un rapport appelant le gouvernement australien à introduire un système d’échange de droits d’émission.
L’Autorité publie trois autres rapports en 2020. Le premier rapport, Prospérer dans un monde à faibles émissions, présente des recommandations sur la manière dont l'Australie peut réduire ses émissions de gaz à effet de serre afin d'atteindre sa contribution au niveau national pour 2030 dans le cadre de l'Accord de Paris, ainsi que ses objectifs ultérieurs plus ambitieux, et de prospérer dans un monde à faibles émissions. Le deuxième rapport, Reprise économique, résilience et prospérité après le coronavirus, identifie les mesures précédemment proposées par l'Autorité qui pourraient contribuer à un plan de relance « triplement gagnant » en réponse aux impacts économiques de la pandémie de COVID-19. Le troisième rapport, un examen statutaire du Fonds de réduction des émissions, examine ses performances et formule 23 recommandations visant à accroître la contribution du Fonds de réduction des émissions à la réduction des émissions de l'Australie, à améliorer le fonctionnement du programme, à renforcer les modalités de gouvernance et à gérer de manière proactive les risques, notamment climatiques.